# Calaf (kommunhuvudort)
Calaf är en kommunhuvudort i Spanien.   Den ligger i provinsen Província de Barcelona och regionen Katalonien, i den östra delen av landet, 500 km öster om huvudstaden Madrid. Calaf ligger 680 meter över havet och antalet invånare är 3 306.
Terrängen runt Calaf är platt åt sydväst, men åt nordost är den kuperad. Runt Calaf är det mycket glesbefolkat, med 3 invånare per kvadratkilometer. Närmaste större samhälle är Igualada, 18,9 km sydost om Calaf. Trakten runt Calaf består till största delen av jordbruksmark.